# Мартинаццоли, Мино
Фермо Мино Мартинаццоли (итал. Fermo Mino Martinazzòli; 30 ноября 1931, Ордзинуови, Италия — 4 сентября 2011, Брешиа, Италия) — итальянский государственный деятель, министр обороны (1989—1990), председатель Христианско-демократической партии Италии (1992—1994).

## Биография
Получил высшее юридическое образование в Коллегиум Борромео (Университет Павии). Профессиональную деятельность начал в качестве советника по культуре в администрации Брешии. С 1960-1970-х годов утвердился в качестве одного из лидеров местного отделения ХДП, принедлежал к левоцентристскому крылу партии.
- 1970—1972 гг. — президент администрации провинции Брешия,
- 1972—1983 и 1992—1994 гг. — член Сената,
- 1983—1992 гг. — член Палаты депутатов итальянского парламента.
- 1983—1986 гг. — министр юстиции,
- 1986—1989 гг. — председатель фракции ХДП в Палате депутатов,
- 1989—1990 гг. — министр обороны,
- 1991—1992 гг. — министр по вопросам институциональных реформ и регионов,
- 1992—1994 гг. — председатель ХДП, в это время имидж партии был подорван вследствие «скандала Тангентополи» — расследование коррупционных связей при распределении контрактов на общественные работы. В результате было выявлено незаконное финансирование и подкуп политиков. Кризис доверия к партии привел к её роспуску в 1997 г. Выборы 1994 г. завершились для политического блока Мартинаццоли под названием Patto per l’Italia (в него вошли ИНП и «пакт[итал.] Сеньи»[итал.]) полным поражением (11 %),
- 1994—1998 гг. — мэр Брешии.

В 2000 году неудачно баллотировался от левоцентристской коалицию «Оливковое дерево» на пост президента провинции Ломбардия, получив 32 % голосов, оставаясь до 2005 года членом регионального совета. В 2004—2005 годах являлся председателем партии Пополяры-Союз демократов за Европу (вторая по значимости должность после секретаря партии).